# Technical Ecstasy
Technical Ecstasy — сьомий студійний альбом британського гурту Black Sabbath, представлений 25 вересня 1976 року. Запис розпочався в березні 1976 року, а випустили альбом 25 вересня. Вперше платівка гурту спочатку надійшла в продаж у США й лише потім в Англії (8 жовтня).
Платівка стала «золотою» 16 червня 1997 року та піднялась до 51 позиції у американському чарті Billboard 200.

## Оформлення
Дизайн платівки було виконано дизайнерською студією Hipgnosis, для якої це стало першим досвідом співпраці із Black Sabbath. На лицевій стороні зображені два роботи, які стоять на платформах, що рухаються у різні сторони, і передають один одному щось наподобі тілесних флюїдів. На зворотній стороні обкладинки предсавлено подальший розвиток подій, де роботи вже роз'їхались у різні сторони. Крім того, вкладка Technical Ecstasy містить зображення, стилізовані під технічні креслення.

## Список композицій
| Сторона 1 | Сторона 1             | Сторона 1  |
| #         | Назва                 | Тривалість |
| --------- | --------------------- | ---------- |
| 1.        | «Back Street Kids»    | 3:47       |
| 2.        | «You Won't Change Me» | 6:42       |
| 3.        | «It's Alright»        | 4:04       |
| 4.        | «Gypsy»               | 5:14       |

| Сторона 2 | Сторона 2                        | Сторона 2  |
| #         | Назва                            | Тривалість |
| --------- | -------------------------------- | ---------- |
| 5.        | «All Moving Parts (Stand Still)» | 5:07       |
| 6.        | «Rock 'n' Roll Doctor»           | 3:30       |
| 7.        | «She's Gone»                     | 4:58       |
| 8.        | «Dirty Women»                    | 7:13       |

## Учасники запису
- Оззі Осборн — вокал (крім "It's Alright")
- Тоні Айоммі — гітара
- Ґізер Батлер — бас
- Білл Ворд — ударні, вокал у "It's Alright".